# Lotus Elite
Lotus Elite je osobní automobil - kupé vyráběný britskou automobilkou Lotus cars Ltd.

## Lotus Type 14 - Elite
Je osobní automobil - kupé, vyráběný v letech 1957–1963 britskou automobilkou Lotus Ltd. Jednalo se o první kupé v produkci Lotusu a zároveň první vůz se samonosnou celolaminátovou karoserií.

## Lotus Type 75 - Elite S2
Je osobní automobil - sedan vyráběný v letech 1974–1980 britskou automobilkou Lotus, který v její produkci nahradil vůz Lotus Type 50 - ELAN +2.

### Popis vozu
Vůz Lotus Elite S2 je poháněn kapalinou chlazeným řadovým čtyřtaktním čtyřválcem typu Lotus 907 umístěným vpředu. Zdvihový objem motoru činí 1973 cm3 a dosahuje výkonu 155 PS, což tomuto vozu stačí na dosažení rychlosti cca 200 km/h.
Vůz byl standardně vybaven čtyřstupňovou, plně synchronizovanou převodovkou, volitelně se dodával i ve verzi s automatem. Brzdy vozu jsou dvouokruhové, na přední nápravě kotoučové, na zadní bubnové umístěné ve středu po stranách rozvodovky.
Karosérie vozu je laminátová, dvoudveřová typu break s počtem míst 2+2 usazená na šasi tvaru Y. Přední část karosérie je prakticky shodná s modelem Lotus Éclat Type 76.
Celkem bylo vyrobeno 2398 vozů

### Prodávané verze vozu
Lotus Type 75 Elite 501 - model s jednodušší výbavou

Lotus Type 75 Elite 502 - model s vyšší úrovní výbavy

Lotus Type 75 Elite 503 - model s klimatizací, posilovačem řízení, el. stahováním oken a luxusní výbavou

Lotus Type 75 Elite 504 - model s automatickou převodovkou

## Lotus Type 83 - Elite S2.2
Je osobní automobil - sedan vyráběný v letech 1980–1982 britskou automobilkou Lotus, který v její produkci nahradil vůz Lotus Elite Type 75.

### Popis vozu
Vůz Lotus Elite 2.2 je poháněn kapalinou chlazeným řadovým čtyřdobým čtyřválcem typu Lotus 912 umístěným vpředu. Zdvihový objem motoru činí 2174 cm3 a dosahuje výkonu 160 PS, což tomuto vozu stačí na dosažení rychlosti cca 210 km/h.
Vůz byl vybaven pětistupňovou, plně synchronizovanou převodovkou, volitelně se dodával i ve verzi s čtyřstupňovým automatem. Brzdy vozu jsou dvouokruhové, na přední nápravě kotoučové, na zadní bubnové umístěné ve středu po stranách rozvodovky.
Karoserie vozu je laminátová, dvoudveřová typu break s počtem míst 2+2 usazená na šasi tvaru Y. Přední část karosérie je prakticky shodná s modelem Lotus Éclat Type 84.
Celkem bylo vyrobeno 133 vozů, z nichž 7 bylo vyrobeno v provedení Riviera (s odnímatelným středovým dílem střechy).

### Prodávané verze vozu
Lotus Type 83 Elite 521 - základní model

Lotus Type 83 Elite 522 - model s klimatizací a luxusní výbavou

Lotus Type 83 Elite 523 - model s posilovačem řízení, jinak shodný s 522

Lotus Type 83 Elite 524 - model s automatickou převodovkou

## Galerie

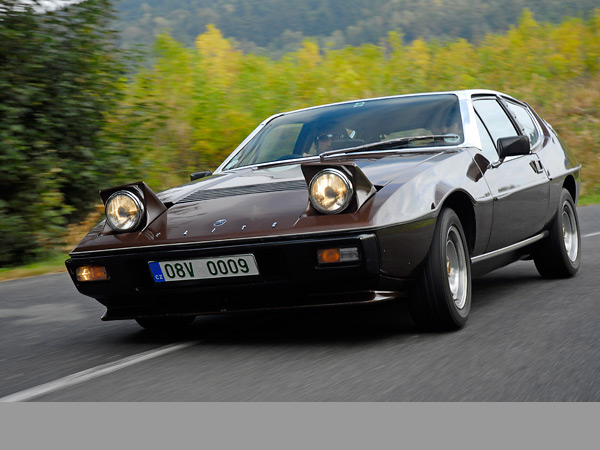
1978 Lotus Type 75 Elite
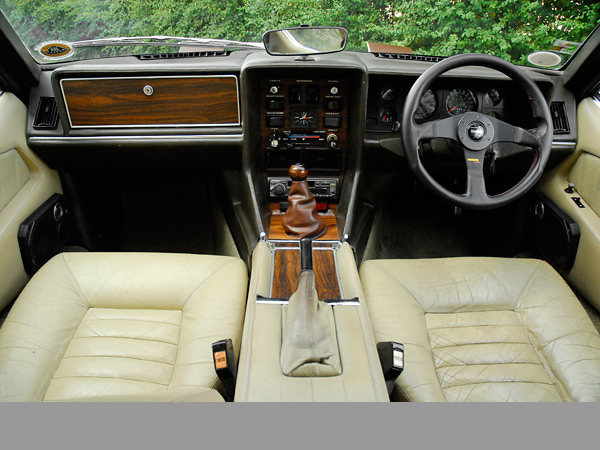
1978 Lotus Type 75 Elite interier
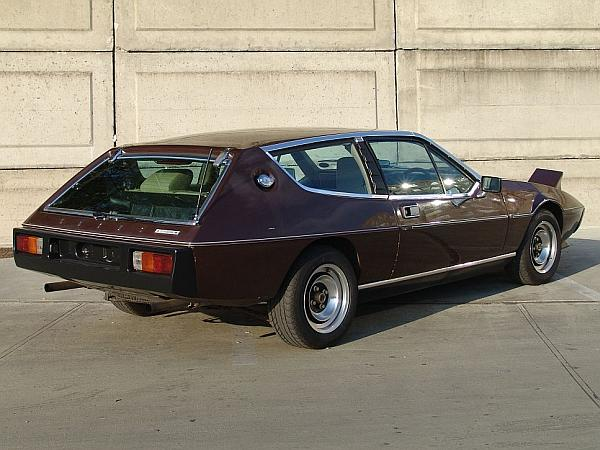
1978 Lotus Type 75 Elite
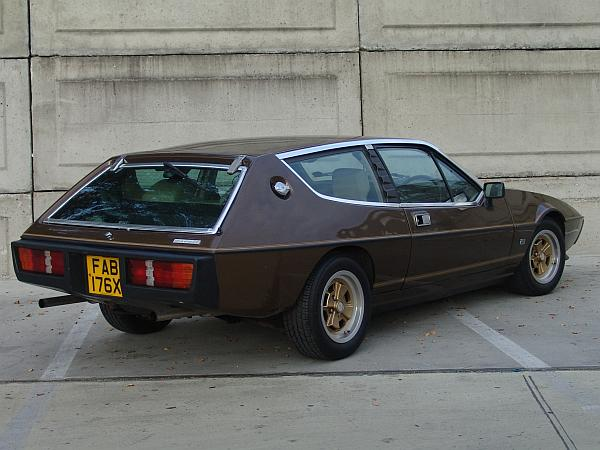
1981 Lotus Type 83 Elite
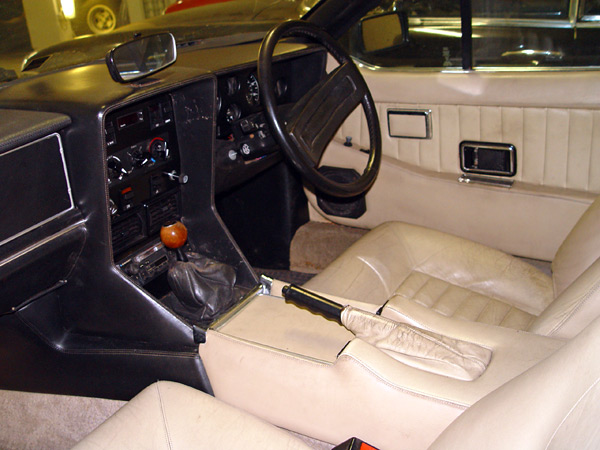
1981 Lotus Type 83 Elite interier
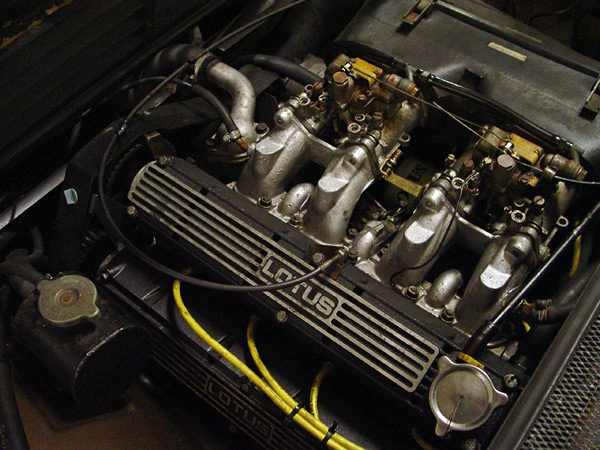
1981 Lotus Type 83 Elite motor Lotus 912